# Alliance of Women Film Journalists EDA Awards 2021
Vítězové 15. ročníku Alliance of Women Film Journalists EDA Awards budou oznámeni začátkem roku 2022. Nominace byly zveřejněny dne 10. prosince 2021.

## Vítězové a nominovaní
| Nejlepší film | Nejlepší režisér |
| --- | --- |
| Síla psa - Belfast - Lékořicová pizza - Temná dcera - Přebíhání | Jane Campion – Síla psa - Paul Thomas Anderson – Lékořicová pizza - Kenneth Branagh – Belfast - Maggie Gyllenhaal – Temná dcera - Rebecca Hall – Přebíhání |
| Nejlepší animovaný film | Nejlepší herec v hlavní roli |
| Encanto (remíza) Rodina na baterky (remíza) - Utéct - Luca - Raya a drak                                                                                             | Benedict Cumberbatch – Síla psa - Peter Dinklage – Cyrano - Andrew Garfield – Tick, tick… BOOM! - Will Smith – Král Richard: Zrození šampiónek - Denzel Washington – The Tragedy of Macbeth |
| Nejlepší herečka v hlavní roli | Nejlepší herec ve vedlejší roli |
| Olivia Colman – Temná dcera - Jessica Chastain – The Eyes of Tammy Faye - Lady Gaga – Klan Gucci - Kristen Stewart – Spencer - Tessa Thompson – Přebíhání            | Kodi Smit-McPhee – Síla psa - Jamie Dornan – Belfast - Troy Kotsur – V rytmu srdce - Ciaran Hinds – Belfast - Jesse Plemons – Síla psa |
| Nejlepší herečka ve vedlejší roli | Nejlepší původní scénář |
| Kirsten Dunst – Síla psa - Jessie Buckley – Temná dcera - Ann Dowd – Mass - Aunjanue Ellis – Král Richard: Zrození šampiónek - Ruth Negga – Přebíhání                | Kenneth Branagh – Belfast - Paul Thomas Anderson – Lékořicová pizza - Fran Kranz – Mass - Adam McKay – K zemi hleď! - Aaron Sorkin – Ricardovi |
| Nejlepší adaptovaný scénář | Nejlepší dokument |
| Jane Campion – Síla psa - Sian Heder – V rytmu srdce - Jon Spaihts, Denis Villeneuve a Eric Roth – Duna - Maggie Gyllenhaal – Temná dcera - Rebecca Hall – Přebíhání | Summer of Soul (... aneb Když se revoluce nesměla vysílat) (remíza) Utéct (remíza) - Ascension - Julia - Val |
| Nejlepší kamera | Nejlepší střih |
| Ari Wegner – Síla psa - Haris Zambarloukos – Belfast - Greig Fraser – Duna - Eduard Grau – Přebíhání - Bruno Delbonnel – The Tragedy of Macbeth                      | Peter Sciberras – Síla psa - Una Ni Dhonghalle – Belfast - Hank Corwin – K zemi hleď! - Joe Walker – Duna - Sarah Broshar a Michael Kahn – West Side Story |
| Nejlepší cizojazyčný film | Nejlepší castingový režisér |
| Drive My Car - Utéct - Hrdina - Miluj svého robota - Titan | Nikki Barrett, Tina Cleary, Carmen Cuba a Nina Gold – Síla psa - Lucy Bevan a Emily Brockmann – Belfast - Doulgas Aibel a Antoinette Boulat – Francouzská depeše Liberty, Kansas Evening Sun - Victoria Thomas – Tím tvrdší je pád - Rich Delia a Avy Kaufman – Král Richard: Zrození šampiónek |

## Speciální ocenění pro ženy
| Nejlepší režisérka | Nejlepší scenáristka |
| --- | --- |
| Jane Campion – Síla psa - Julia Ducournau – Titan - Maggie Gyllenhaal – Temná dcera - Rebecca Hall – Přebíhání - Sian Heder – V rytmu srdce                                                                        | Jane Campion – Síla psa - Maria Schrader – Miluj svého robota - Maggie Gyllenhaal – Temná dcera - Rebecca Hall – Přebíhání - Sian Heder – V rytmu srdce                      |
| Nejlepší animovaná ženská postava | Objev roku |
| Stephanie Beatriz (role Mirabel) – Encanto - Emma Berman (role Giulie) – Luca - Awkwafina (role Sisu) – Raya a drak - Kelly Marie Tran (role Raye) – Raya a drak - Abbie Jacobson (role Katie) – Rodina na baterky | Emilia Jones – V rytmu srdce - Alana Haim – Lékořicová pizza - Renate Reinsve – Nejhorší člověk na světě - Rachel Zegler – West Side Story - Ariana DeBose – West Side Story |
| Ocenění pro ženy ve filmovém průmyslu | |
| Maya Cade za založení Black Film Archive - Anna Serner za 20letou práci ve Švédském filmovém institutu - Victoria Alonso za úspěch pro Marvel Studios                                                              | |

## Speciální ocenění, které stojí za zmínku
| Nestárnoucí herečka                                                                                         | Největší věkový rozdíl mezi partnery ve filmu |
| --- | --- |
| Judi Dench - Diana Rigg - Rita Moreno                                                                       | Daniel Craig a Lea Seydoux – Není čas zemřít (17 let) - Alana Haim a Cooper Hoffman – Lékořicová pizza (10 let) - David Strathairn a Toni Collette – Ulička přízraků (22 let) - Simon Rex a Suzanne Son – Red Rocket (21 let) - Ray Liotta a Michela De Rossi – Všichni svatí mafie (38 let) - Salma Hayek a Samuel L. Jackson – Zabijákova žena a bodyguard (21 let) |
| Herečka potřebující nového agenta                                                                           | Nejodvážnější výkon |
| Melissa McCarthy – Špaček - Amy Adams – Milý Evane Hansene a Žena v okně - Chloë Grace Moretz – Tom a Jerry | Agatha Rouselle – Titan - Ruth Negga – Přebíhání - Olivia Colman – Temná dcera - Sandra Bullock – V nemilosti - Renate Reinsve – Nejhorší člověk na světě |
| Remake nebo sequel, který neměl být natočený                                                                | Síň studu |
| Space Jam: Nový začátek - Cruella - Krotitelé duchů: Odkaz - Mimi šéf: Rodinný podnik - Tom a Jerry         | Rust: producenti, crew a obsazení filmu za nedodržování bezpečnosti na natáčení - Gina Carano, Nicki Minaj a Letitia Wright za propagaci neočkování - Warner Bros.: za najmutí Mela Gibsona k režírování filmu Smrtonosná zbraň 5 |